# Ogenj in led (Robert Frost)
Ogenj in led je pesem, ki jo je leta 1920 napisal ameriški pesnik Robert Frost.

## Besedilo
| Fire and ice Some say the world will end in fire, some say in ice. From what I've tasted of desire, I hold with those who favour fire. But if it had to perish twice, I think I know enough of hate, to say that for destruction ice is also great and would suffice. | Ogenj in led Za neke v ogenj svet bo izginil, za druge v led. Ker nisem vez strastem prekinil, se strinjam, v ognju bo premínil. Če bi še kdaj na drug šel svet, sovraštva čaš dovolj sem spil, da rečem, da ga tudi led lahko stopil, dovolj bi vnet. |